# Phalloniscus forsteri
Phalloniscus forsteri är en kräftdjursart som beskrevs av Albert Vandel1977. Phalloniscus forsteri ingår i släktet Phalloniscus och familjen Dubioniscidae. Inga underarter finns listade i Catalogue of Life.